# Волоконовское сельское поселение
Волоко́новское се́льское поселе́ние — муниципальное образование в Чернянском районе Белгородской области.
Административный центр — село Волоконовка.

## История
Волоконовское сельское поселение образовано 20 декабря 2004 года в соответствии с Законом Белгородской области № 159.

## Население
| 2010  | 2011  | 2012  | 2013  | 2014  | 2015  | 2016  | 2017  | 2018  |
| ----- | ----- | ----- | ----- | ----- | ----- | ----- | ----- | ----- |
| 1230  | ↘1225 | ↘1217 | ↘1216 | ↘1199 | ↘1174 | ↘1155 | ↘1143 | ↘1133 |
| 2019  | 2020  | 2021  |       |       |       |       |       |       |
| ↗1139 | ↗1162 | ↘1116 |       |       |       |       |       |       |

## Состав сельского поселения
| № | Населённый пункт | Тип населённого пункта       | Население |
| - | ---------------- | ---------------------------- | --------- |
| 1 | Волоконовка      | село, административный центр | ↘613      |
| 2 | Завалищено       | село                         | ↘289      |
| 3 | Окуни            | село                         | ↘328      |